# 親衛隊突擊隊領袖
親衛隊突擊隊領袖（德語：SS-Sturmscharführer）是納粹德國準軍事部隊「武裝親衛隊」中的一個階級，為該組織所獨有，存在於1934年至1945年間。該階級是武裝親衛隊中職等最高的士官階級，相當於德意志國防軍的資深軍士長。

## 使用狀況
親衛隊突擊隊領袖是武裝親衛隊所獨有的階級，不存在於一般親衛隊中；在後者的編制體系內，「親衛隊高級小隊領袖」為地位最高的士官階級。在納粹德國治安警察的編制中，本階級與「刑事秘書」（Kriminalsekretär）相當，而該階級的警政人員亦會直接配戴親衛隊的襟章作為官等標記。就行政的角度而言，許多治安警察成員甚至不必加入親衛隊（雖然多數治安警察成員也同時是親衛隊成員）即可佩戴本階級的襟章。不過由於親衛隊階級制度的變更，1943年起多數治安警察成員均被要求加入親衛隊，而在警界中獲頒與突擊隊領袖相應階級的人員通常亦會被授予武裝親衛隊突擊隊領袖的階級，並納入親衛隊管理。

## 歷史
親衛隊突擊隊領袖首創於1934年6月長刀之夜後。稍後由於親衛隊改制，突擊隊領袖取代了衝鋒隊原有的「衝鋒隊上級小隊領袖」階級，成為親衛隊特別機動部隊（武裝親衛隊前身）中職等最高的士官官階。
1941年，親衛隊特別機動部隊改組為武裝親衛隊，親衛隊突擊隊領袖階級繼續沿用。通常獲授此階級者亦會被任命為團級部隊或師級部隊中的首席軍士長。

## 官等標記
擔任親衛隊突擊隊領袖並非晉升至下級突擊隊領袖的必要條件，此階級通常被認為是職業親衛隊士官兵的專屬階級，而非晉升至軍官的必經過程。
突擊隊領袖的官等標記為帶兩個銀色方形與兩條銀色橫紋的黑底襟章，肩章樣式則與國防軍资深军士长相同。1940年以前的襟章帶有銀色鑲邊，但這項設計稍後遭到廢棄。

## 標記

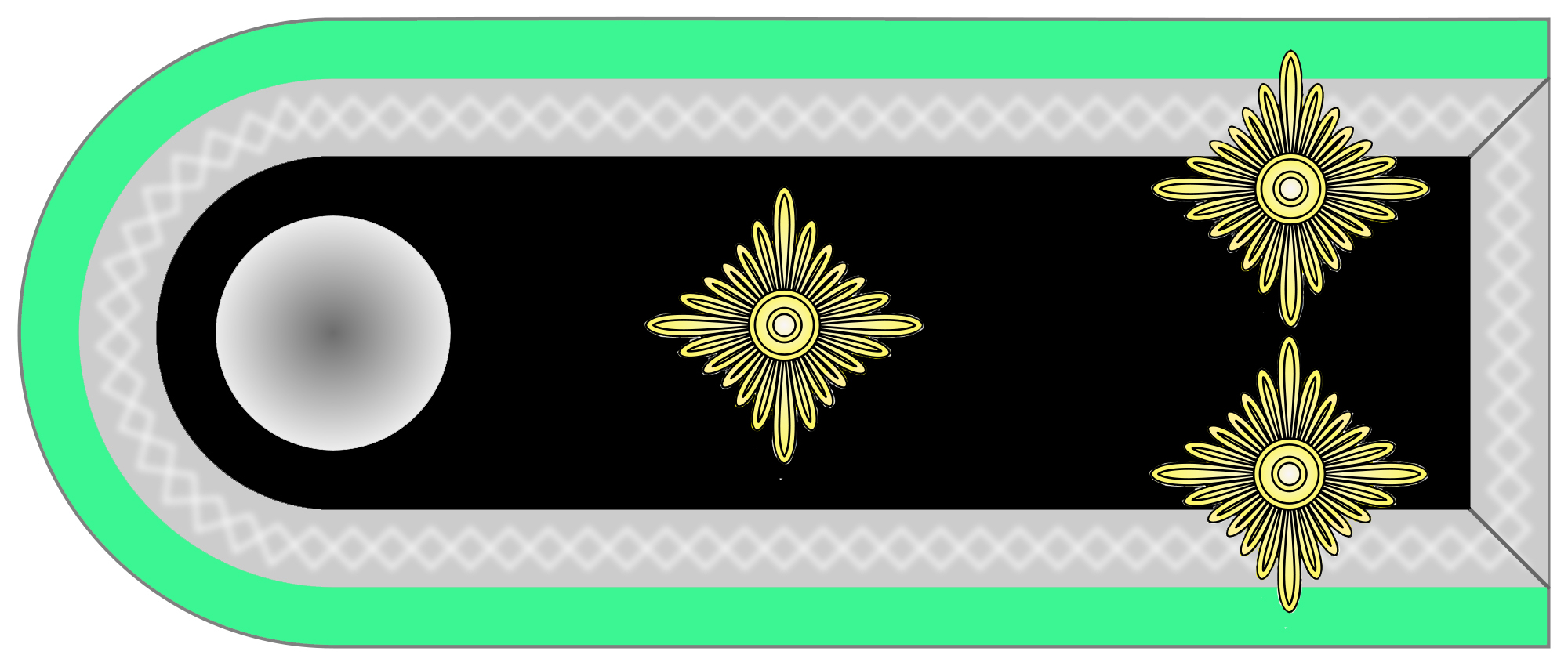
肩章
襟章
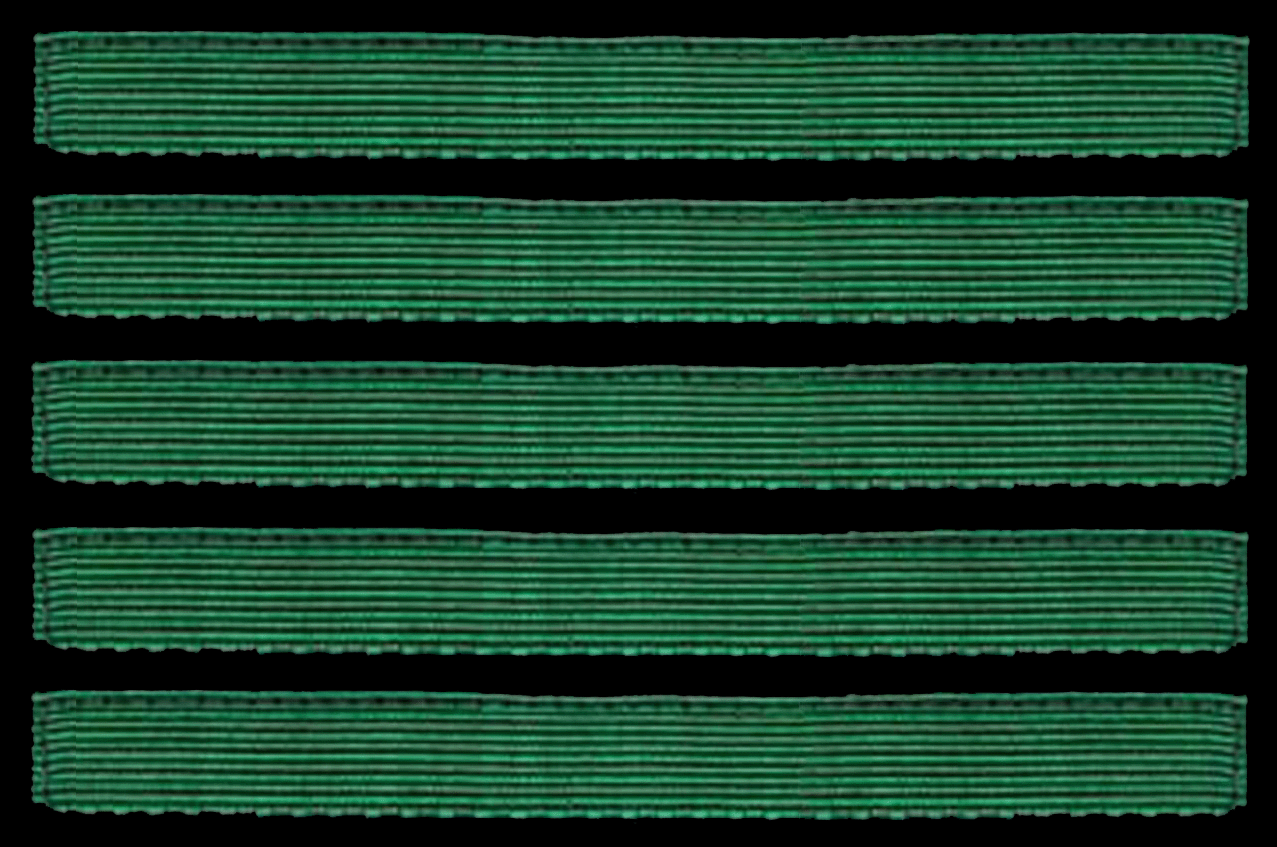
袖章

## 引用
1. 1 2  Lumsden 2000，第109頁.
2. ↑  McNab 2009，第30頁.
3. 1 2  Flaherty 2004，第148頁.
4. ↑  McNab 2009，第29, 30頁.

## 圖書
- Flaherty, T. H. . Time-Life Books, Inc. 2004 [1988]. ISBN 1 84447 073 3.
- Lumsden, Robin. . Ian Allan Publishing, Inc. 2000. ISBN 0-7110-2285-2.
- McNab, Chris. . Amber Books Ltd. 2009. ISBN 978-1-906626-49-5.